# Lake Meredith Estates
Lake Meredith Estates è un census-designated place (CDP) degli Stati Uniti d'America della contea di Hutchinson nello Stato del Texas. La popolazione era di 437 abitanti al censimento del 2010.

## Geografia fisica
Secondo lo United States Census Bureau, il CDP ha una superficie totale di 2,16 km², dei quali 2,16 km² di territorio e 0 km² di acque interne (0% del totale).

## Società

### Evoluzione demografica
Secondo il censimento del 2010, la popolazione era di 437 abitanti.

### Etnie e minoranze straniere
Secondo il censimento del 2010, la composizione etnica del CDP era formata dal 92,91% di bianchi, lo 0,23% di afroamericani, lo 0,46% di nativi americani, lo 0,23% di asiatici, lo 0% di oceanici, il 2,52% di altre razze, e il 3,66% di due o più etnie. Ispanici o latinos di qualunque razza erano l'8,7% della popolazione.